# Ponte das Cataratas Vitória

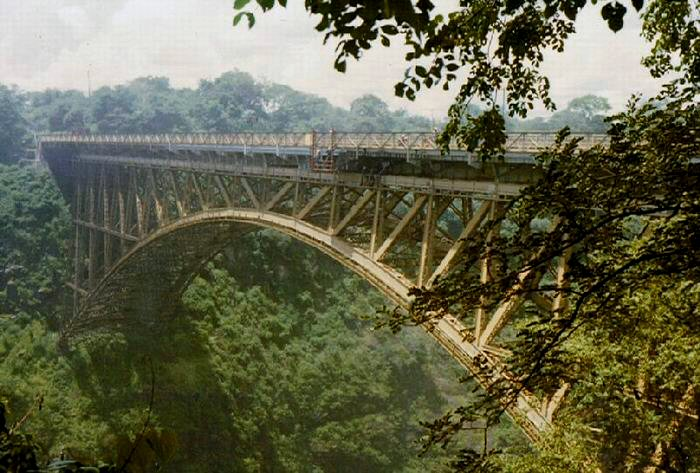
A ponte

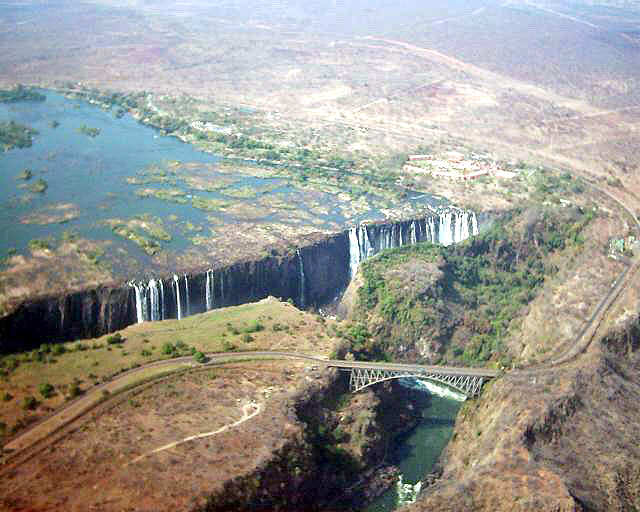
A ponte e as cataratas

A ponte das Cataratas Vitória (em inglês:  Victoria Falls Bridge) é uma ponte ferroviária sobre o rio Zambeze entre o Zimbabwe e a Zâmbia, situada junto das Cataratas Vitória. Une as localidades de Victoria Falls no Zimbabwe e Livingstone na Zâmbia.
A ponte foi imaginada por Cecil Rhodes para integrar a longa Ferrovia Cabo-Cairo. Rhodes não chegou a visitar as cataratas e morreu antes da sua construção. A estrutura foi desenhada por G. S. Hobson, ajudado por Sir Douglas Fox and Partners e Sir Ralph Freeman, engenheiro que participou na construção da ponte do Porto de Sydney. A construção durou 14 meses. Foi inaugurada em 12 de setembro de 1905 por George Darwin, filho de Charles Darwin. George Darwin era então Presidente da British Association (hoje a British Science Association). A American Society of Civil Engineers lista a ponte como  Historic Civil Engineering Landmark.

## Galeria

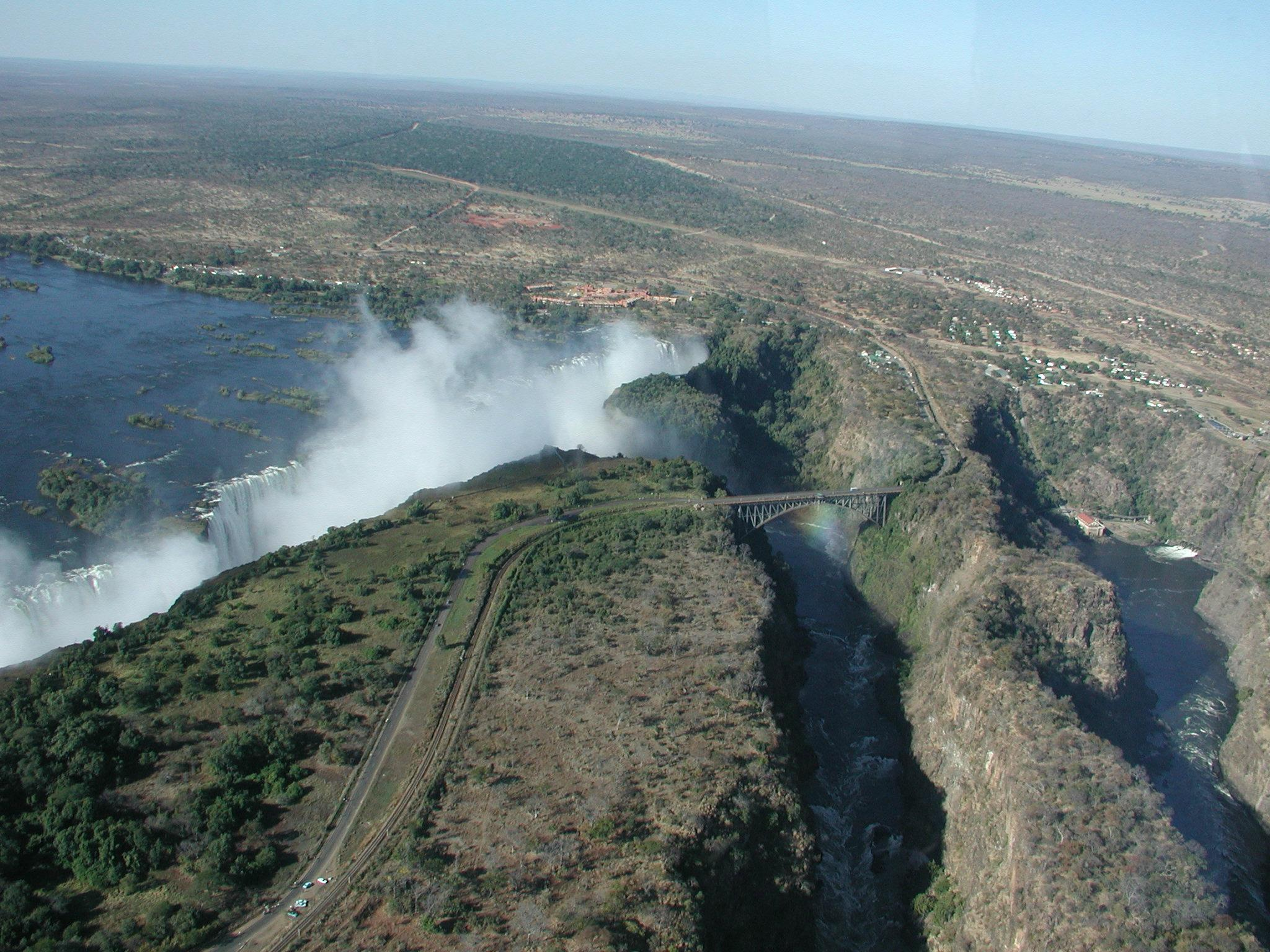
Vista de helicóptero
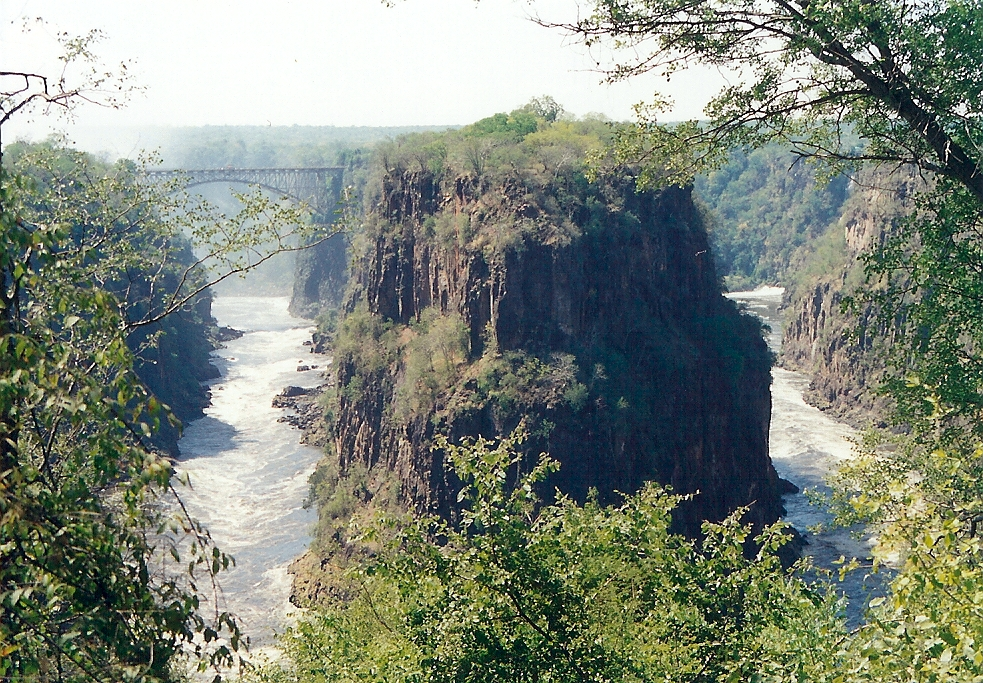
Outra perspectiva da ponte